# Walter Graeschke
Walter Wilhelm Kurt Graeschke (* 15. Mai 1898 in Berlin; † 6. Februar 1977 in Gräfelfing) war ein deutscher Jurist, Polizeibeamter und SS-Führer.

## Leben und Wirken
In seiner Jugend nahm Graeschke als Kriegsfreiwilliger am Ersten Weltkrieg teil. Anschließend studierte er Rechtswissenschaften. Daneben nahm er als Freikorpskämpfer am Kapp-Putsch teil und engagierte sich 1921 im Oberschlesischen Selbstschutz. Nach dessen Auflösung war er im Kampfverband Olympia aktiv. 
Graeschke studierte Rechtswissenschaften. 1925 wurde er an der Juristischen Fakultät der Universität Gießen zum Dr. jur. promoviert. Nach Abschluss des juristischen Vorbereitungsdienstes wurde er mit Dienstalter vom 5. Juli 1927 zum Gerichtsassessor ernannt.
Graeschke trat zum 16. Oktober 1926 der NSDAP bei (Mitgliedsnummer 45.694). Ebenfalls seit 1926 war er Mitglied und Führer der SA in Berlin-Köpenick. 1927 wurde er zum Führer der Standarte V ernannt. Am 5. Juli 1931 trat er in die SS ein (SS-Nummer 14.470), in der er im Juni 1932 zum SS-Standartenführer ernannt wurde. Von Juni bis Dezember 1932 war Graeschke Führer des SS-Oberabschnittes VIII, Österreich, und nebenbei bis zum 31. August 1934 Mitglied der NSDAP-Landesleitung Österreich unter Landesinspekteur Theodor Habicht. Am 23. September 1932 erfolgte Graeschkes Beförderung zum SS-Oberführer. Im Dezember 1932 wurde Graeschke seiner SS-Stellung wegen unwürdigen Verhaltens (u. a. Anschaffung eines teuren Dienst-Mercedes) enthoben, sein Nachfolger wurde der Jurist Ernst Bach, bisheriger Leiter des SS-Führungstabes unter Himmler, worauf er vorübergehend aus der SS aus-, aber im Dezember 1933 erneut beitrat.
Wenige Monate nach dem Regierungsantritt der Nationalsozialisten im Januar 1933 wurde Graeschke im Frühjahr 1933 in das neugebildete Geheime Staatspolizeiamt in Berlin berufen. In diesem übernahm er als Dezernent die Leitung des Dezernates VIII (Landesverrat, Verrat von militärischen Geheimnissen, Wirtschaftsspionage, Zersetzung in Reichswehr, Schutzpolizei und Wehrverbänden). Damit war Graeschke einer der zwölf ranghöchsten Angehörigen des Amtes in der Anfangsphase der Gestapo (neben den anderen neun Dezernenten des Amtes sowie dem Amtsleiter und seinem Stellvertreter). Ebenfalls 1933 erhielt er den Rang eines Staatsanwaltschaftsrates. Im Januar 1934 folgte die Beförderung zum Oberregierungsrat.
Nach eigenen Angaben war Graeschke vom 1. August 1933 bis Ende 1934 Leiter der Abteilung III von Hermann Görings Forschungsamt und behauptete, dabei am Aufbau eines Agentennetzes in ganz Europa, vor allem in Österreich, mitgewirkt zu haben, obwohl das Forschungsamt gar kein Agentennetz unterhielt. Ende 1934 sei Graeschke wegen interner Differenzen suspendiert worden.
Ab Anfang Februar 1936 amtierte Graeschke als Landgerichtsdirektor in Berlin und danach ab September 1937 als Landgerichtspräsident in Guben. Im Juni 1943 wurde er Präsident des Landgerichts Aachen. In der Endphase des Zweiten Weltkrieges meldete er sich im September 1944 freiwillig zur Wehrmacht und wurde eingezogen. Bei der Wehrmacht erreichte er den Rang eines Majors.
Nach dem Krieg war Graeschke interniert und wurde Mitte April 1948 nach einem Spruchkammerverfahren in Bielefeld zu 20.000 Reichsmark Geldstrafe verurteilt. Er kehrte nicht in den Justizdienst zurück.

## Ehe und Familie
Graeschke heiratete am 30. März 1936 Everose Küchler (* 29. Mai 1911 in Berlin).

## Auszeichnungen
- Goldenes Ehrenzeichen der NSDAP
- Eisernes Kreuz II. Klasse 1914
- Ehrenkreuz für Frontkämpfer
- Eisernes Kreuz I. Klasse
- Spange zum Eisernen Kreuz II

## Schriften
- Die Personen des Bürgschaftsverhältnisses als Miterben je eines von ihnen, 1925. (Dissertation)

## Zeitgenössische Literatur
- SS-Dienstalterslisten 1934 (S. 4, Nr. 52); bis 1944, München, Berlin.